# 髙橋ひかる
髙橋 ひかる（たかはし ひかる、2001年〈平成13年〉9月22日 - ）は、日本の女優、ファッションモデル、タレント、ラジオパーソナリティ、YouTuber。
滋賀県大津市出身。オスカープロモーション所属。名字の「髙」の字は「はしご高」であるが、旧字体等の使用に制限がある一部メディアでは、常用漢字体の「高」を用いて表記される。

## 経歴

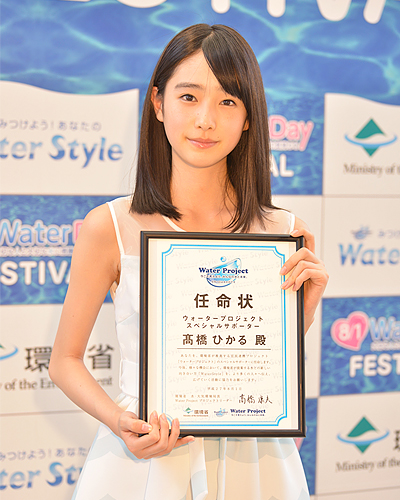
環境省ウォータープロジェクト
スペシャルサポーター就任式（2015年）

2014年8月に「第14回全日本国民的美少女コンテスト」でグランプリを受賞して、芸能活動を始める。同年12月に「2015オスカープロモーション晴れ着撮影会」に参加した。
2015年2月に日本生活協同組合連合会（COOP）と代々木ゼミナールのCMに起用される。同年4月に2016年公開予定の映画『人生の約束』に出演が発表された。同年6月に大鵬薬品工業の「チオビタドリンク」のCMに起用されて話題となる。同年8月に環境省の「ウォータープロジェクト」のスペシャルサポーター、同年9月に出身地の滋賀県「しが広報部長」、それぞれに任命される。同年11月にオフィシャルブログ「きらきらぼし」を開設する。2016年1月に女優デビュー作品となる『人生の約束』が公開される。
2017年2月に母親と共に上京する。同年5月にNHK大河ドラマ『おんな城主 直虎』（NHK総合・NHK WP・NHK BSP）でドラマに初出演し、約200人のオーディションから選ばれた「高瀬」役で同年5月14日放送の第19回から登場した。同年11月に「第96回全国高校サッカー選手権大会」の13代目応援マネージャーに起用される。
2018年は、3月31日に配信開始の『パフェちっく!』（亀山風呼役。FOD））でドラマに初主演した。同年同日3月31日に横浜アリーナで開催された「第26回 マイナビ presents TOKYO GIRLS COLLECTION by girlswalker.com 2018 SPRING/SUMMER」に出演し、初めてランウェイに登場した。同年7月11日に放送開始の『高嶺の花』（日本テレビ）で民放ドラマに初出演してコスプレイヤーの役で話題になる。同年9月19日に幕張メッセで開催された「Rakuten GirlsAward 2018 AUTUMN/WINTER」に出演して「Bershka」ステージに登場した。
広島東洋カープファンで、2018年10月2日にMAZDA Zoom-Zoomスタジアム広島で開催された広島東洋カープ対阪神タイガース戦の始球式で投球した。
ファッション誌『Ray』（主婦の友社）の専属モデルに加入することが11月23日発売の2019年1月号で発表され、初登場で初めて表紙に起用された。
2019年は、4月クールで放送の『俺のスカート、どこ行った?』（日本テレビ）で「おしゃれ番長」の女子生徒である川崎結衣役として出演した。本作を契機に「ネクストブレイク女優」の一人として名前が挙がる。
2019年9月後半から体調不良を訴え、同年9月28日に幕張メッセで日本最大級のファッション&音楽イベント「Rakuten GirlsAward 2019 AUTUMN/WINTER」にモデルとして参加する予定を欠席した。医師の指導に従い、同年10月4日に年内休業を発表した。10月期の連続ドラマ『ニッポンノワール-刑事Yの反乱-』（日本テレビ）に本城芹奈役で出演予定だったが降板した。「第17回クラリーノ美脚大賞2019」のティーン部門に選出されたが、10月28日の授賞式は欠席した。
2020年1月8日に芸能活動の再開を発表した。同年2月に堀越高等学校を卒業した。同年3月27日に休養で刊行を延期したファースト写真集『WATERFALL』を発売した。記念イベントはCOVID-19の影響で10月10日に延期されて開催された。同年7月3日に、公式YouTubeチャンネル『たかしの部屋』を開設し、趣味のラジオ聴取やゲーム実況など、会話主体の様々な動画を投稿している。同年9月14日、初の冠ラジオ番組『髙橋ひかる Highway Runway』（JFN系）が10月1日よりスタートすることが決定した。また、同年中にYouTubeチャンネル『たかしの部屋』のチャンネル登録者数が10万人を超え、シルバークリエイターアワード（銀の盾）を獲得した。
2020年はバラエティ番組に多く出演したが演技の仕事が皆無だったと『ダウンタウンDX』（読売テレビ）で語り、同年12月下旬にクランクインして2021年1月に放送開始の『レッドアイズ 監視捜査班』（日本テレビ）が約1年半ぶりのドラマ出演となった。
2021年10月14日（13日深夜）・21日（20日深夜）に放送の水曜NEXT!『女優監督』（フジテレビ）で、初めてドラマの監督を担った。
2022年8月20日から上演の「日生劇場ファミリーフェスティヴァル2022 NHKみんなのうたミュージカル『リトル・ゾンビガール』」で主演に抜擢された。

## 人物・エピソード
朝がとても苦手。
髪の毛が多いため帽子選びは迷うという。
愛称は「ひかるん」やYouTubeで名乗る「たかし」など。中学時代は「生まれたての子鹿」のイメージから「シカ」と呼ばれた。
姉は2014年7月現在でミニチュアダックスのメスのチョコとチワワのオスのティアラを飼育している。
黒髪が特徴で、2017年4月に「黒髪美人大賞」（第2回）を受賞した。2015年に女優デビュー作品の映画『人生の約束』でおよそ30 cm、2017年に「第96回全国高校サッカー選手権大会」応援マネージャーの就任に際しておよそ20 cm、それぞれ髪を切っている。芸能活動を始める前に高校でサッカー部のマネージャーを務めることを夢としていたが、2017年に「第96回全国高校サッカー選手権大会」応援マネージャーを務めて、事実上念願を叶えた。
左利きである。
高身長をコンプレックスとしており、「大きい」と言われることを快く思っていない。2018年に音楽イベント「未確認フェスティバル2018」の応援ガール記者発表会に登場した際には、司会者が「背がめっちゃ高いよね！！！」と指摘すると、「そうなんですよ。ちょっと……」とトーンダウンした。。当時の身長は167 cmで、現在の身長は169 cmであり、まだ伸びている。
父親は広島県出身。
将来は母親をエジプトへ連れて行きピラミッドに登らせる目標のために、なるべく節約して貯金している。
デビュー当初は関西弁を控えたが、現在は前面に出して『スクール革命!』（日本テレビ）で“関西弁ツッコミキャラ”や、関西弁の“キレ芸”が注目を集めている。
憧れの女優に剛力彩芽を挙げている。2015年に出演した「チオビタドリンク」（大鵬薬品工業）のCMについて、アイドル好きになったことがプラスに影響し、「パッと弾けるような高校生らしい、表情豊かな笑顔」を心掛けたと語る。
2014年に「第14回全日本国民的美少女コンテスト」でグランプリを受賞したことは、自身の内面的にも大きな転機になった。グランプリ受賞時以前は、引っ込み思案で自分に自信が持てずに、人前に立つのが苦手であったが、グランプリ受賞時にライトが自分だけにあたったときに「すごく気持ちいい」と感じたことで、自分に自信を持てるようになった。2016年の自身の女優デビュー作品の映画『人生の約束』では、「早口」と「せっかち」の悪癖を持っていることに気付いた。
2018年7月クールのテレビドラマ『高嶺の花』（日本テレビ）で演じたコスプレイヤーは、「すごく変わったキャラクターだったということもあって、見た人に私だと認識されなかったんです」と語る。2019年4月クールのテレビドラマ『俺のスカート、どこ行った?』（日本テレビ）で演じた「おしゃれ番長」は、「自分とは正反対の性格を持つ役」で「挑戦する勇気」を学んだと語る。
2019年5月のインタビューで、自身が考える役者の魅力は「自分じゃない何かになれることです。普通に生きていたら人になりきることなんかない、そういう普通だったらおかしなことを、役者だからこそ真面目に突き詰めて、いろんな生き方ができるところがとても魅力」で、「存在感を出せる女優（になることが目標です）」と述べている。

### 趣味・特技
趣味は音楽鑑賞、ショッピング、運動すること（学生時代にバスケットボール部で活動して中学1年の秋に退部した。）、バレーボール観戦、食べ歩き、料理、好きなアーティストの動画鑑賞、メイク研究、美容関係の事全般、筋トレ、ボディビル鑑賞、2017年2月まで滋賀在住のためオンエアをよく見ていた吉本新喜劇の鑑賞、好きな新喜劇俳優は辻本茂雄、カメラ、ゲーム、ミニ四駆。ゲームは幼少時から大好きでMMORPGを愛好している。
遊園地の絶叫系の乗り物を苦手とする。きれい好きで、洗面台に備えるタオルで顔を拭くことは嫌である。自室はとてもシンプルで必要最低限に構成している。
特技はダンスとCMのイントロクイズ。
活動に活かすため、演技力向上のための人間観察を日課としている。
得意科目は社会と美術で、歴史を好み織田信長、伊達政宗を好む。歴史は、小学校の時に図書館で戦国武将のビジュアル本に傾倒したことがきっかけで、大河ドラマで信長の正室の濃姫を演じることが目標である。
好きな本に辻村深月『かがみの孤城』、住野よる『また、同じ夢を見ていた』、九井諒子『ダンジョン飯』を挙げている。
好きな映画は『ハリー・ポッターシリーズ』などのファンタジー映画である。ホラー映画は『パラノーマル・アクティビティ』などを好むが、グロテスクな作品は苦手である。『ハイスクール・ミュージカル』（2006年のテレビ映画）を挙げたこともある。「恋愛系の映画」は、あまり見ない。テレビアニメ『ソードアート・オンライン』のファンで1期からずっと追いかけて見ている。

### ラジオ好きとして
ラジオ番組で共演するお笑いコンビ・オードリーのファンを公言し、『オードリーのオールナイトニッポン』（ニッポン放送）のリスナー（リトルトゥース）である。番組内で若林正恭が髙橋の話題に触れることがあり、2020年（令和2年）9月12日にはスペシャルウィークゲストとして出演した。
『GIRLS LOCKS!』（TOKYO FM）でラジオパーソナリティを務めてからラジオを聴き始めており、好きな番組として、ニッポン放送の『三四郎のオールナイトニッポン』『Creepy Nutsのオールナイトニッポン』『佐久間宣行のオールナイトニッポン0(ZERO)』、TBSラジオの『アルコ&ピース D.C.GARAGE』『エレ片のコント太郎』『爆笑問題カーボーイ』『バナナマンのバナナムーンGOLD』『ハライチのターン!』、文化放送の『和牛のモーモーラジオ』、CBCラジオの『#むかいの喋り方』、JFNの『有吉弘行のSUNDAY NIGHT DREAMER』を挙げている。Creepy NutsのDJ松永、オードリーの若林正恭、ハライチの岩井勇気、三四郎の相田周二について「真面目に見えるが、たくさん自分なりの考え方を持っている。そういう人のトークが好き」と語っている。
不満を入れるなど親しい仲でないと聞けないような話が聴け、人間味がある所に惹かれて芸人のラジオにハマったと語る。
高速道路が大好きで、高橋自身初めての冠ラジオ番組として2020年（令和2年）10月1日にスタートする番組（JFN系）を『髙橋ひかる Highway Runway』と名付け、「このラジオを通して生き様を見せていきたい、ラジオスターを目指したい」と目標を掲げている。

## 出演
主演・メインキャストのものは太字で表示。

### テレビドラマ
- 大河ドラマ おんな城主 直虎 第19回 - 第26回・第31回・第33回 - 第38回（2017年5月14日 - 7月2日・8月6日・8月20日 - 9月24日、NHK） - 高瀬 役[90][91]
- 文豪ファミリア 家族は見た! 父・藤沢周平〜元祖イクメンの日々〜（2017年10月25日、NHK BSプレミアム） - 藤沢展子 役[92]
- 高嶺の花（2018年7月11日 - 9月12日、日本テレビ） - 原田秋保 役[24]
- パフェちっく!（2018年7月11日 - 9月12日、フジテレビ） - 主演・亀山風呼 役[注 5][93]
- NHKスペシャル「詐欺の子」（2019年3月23日、NHK総合） - ヒロイン・田島玲奈 役[94]
  - 詐欺の子 特別編（2019年5月18日、NHK BSプレミアム）[95]
- 俺のスカート、どこ行った?（2019年4月20日 - 6月22日、日本テレビ） - 川崎結衣 役[96]
- レッドアイズ 監視捜査班（2021年1月23日 - 3月27日、日本テレビ） - 大塩はるか 役[97]
- 春の呪い（2021年5月22日 - 6月26日、テレビ東京） - 主演・立花夏美 役[98][99]
- 青野くんに触りたいから死にたい（2022年3月18日 - 5月20日、WOWOW） - ヒロイン・刈谷優里 役[100]
- 村井の恋（2022年4月6日〈5日深夜〉 - 5月25日〈24日深夜〉、TBS） - 主演・田中彩乃 役[101][102]
- 早朝始発の殺風景 第1話・第4話・最終話（2022年11月4日・25日・12月9日、WOWOW） - 麻 役[103]
- ハレーションラブ（2023年8月5日 - 9月30日、テレビ朝日） - 主演・深山朱莉 役[104]
- リビングの松永さん（2024年1月9日 - 3月26日、関西テレビ・フジテレビ系） - ヒロイン・園田美己 役[105]
- 世にも奇妙な物語’24 夏の特別編「週刊 元恋人を作る」（2024年6月8日、フジテレビ） - 主演・ななみ 役[106]
- 顔に泥を塗る（2024年7月13日 - 9月21日、テレビ朝日） - 主演・柚原美紅 役[107]
- まどか26歳、研修医やってます!（2025年1月14日 - 3月18日、TBS） - 尾崎千冬 役[108]

### テレビアニメ
- ポケットモンスター 第1話・第53話・第90話・第91話（2023年4月14日・2024年6月7日・2025年4月11日、テレビ東京） - 女子生徒 役（第1話）[109]、ルカ 役（第53話）[110]、生徒 役（第90話・第91話）[111]

### その他のテレビ番組
- スクール革命!（2018年 - 、日本テレビ） - 準レギュラー[112][113]
- シンデレラの冒険（2018年7月26日 - 2020年2月10日、BSスカパー!） - メインキャスト・シンデレラ[114]
- 踊る!さんま御殿!!（2020年3月24日・2023年2月28日、日本テレビ）
- ZIP!（2021年1月8日 - 29日、日本テレビ） - 2021年1月度月替わり金曜パーソナリティー[115]
- なぜココに大金を使った?素敵なムダ遣いハウス〜合計12億!日本全国お宅訪問（2021年2月7日、テレビ東京） - MC（山里亮太・春日俊彰と共同担当）[116]
- この世は【ご報告】であふれてる!?（2021年7月24日・2022年1月3日、テレビ東京） - MC（ハライチと共同担当）[117]
- れいわのへいわソング（2021年8月10日・2022年8月4日、NHK広島[注 6]） - MC（ハライチと共同担当）
- 水曜NEXT!「女優監督」（2021年10月14日〈13日深夜〉・21日〈20日深夜〉、フジテレビ） - メインキャスト[50]
- ひろがれ!いろとりどり「リフォーマーズの杖」（2021年10月18日 - 2023年2月27日、NHK Eテレ） - メインキャスト・未来人 役[118]
- ワケあって、このカタチなの。（2021年10月23日 - 〈不定期〉、NHK総合） - メインキャスト[119][120]
- ポケモンとどこいく!?（2022年4月3日 - 、テレビ東京） - ポケルーキー[121]
- 3分ドキュメンタリー（2022年7月18日 - 〈不定期〉、NHK総合）
- 速報!ドラフト会議「THE運命の1日」（2022年10月20日、TBS）[122]

### インターネット配信

#### ドラマ
- パフェちっく!（2018年3月31日配信開始、フジテレビオンデマンド） - 主演・亀山風呼 役[注 7][22]
- パラレルスクールDAYS（2019年2月18日 - 3月15日、全20話、ワイモバイル公式YouTubeチャンネル） - 主演・二渡志乃莉 役[123]

#### バラエティ
- トークサバイバー!（2022年3月8日配信開始、Netflix）[124]

#### アニメ
- 雪ほどきし二藍（2022年6月22日配信、YouTube） - コトブキムラの子ども 役[125]

### 映画
- 人生の約束（2016年1月9日公開） - 渡辺瞳 役[10]
- 劇場版 パラレルスクールDAYS（2019年3月31日公開、ユナイテッド・シネマ アクアシティお台場で上映） - 主演・二渡志乃莉 役[126]
- おそ松さん（2022年3月25日公開） - ヒロイン・トト子 役[127]
- 赤羽骨子のボディガード（2024年8月2日公開） - 棘屋寧 役[128]

### 吹き替え
- ストレンジャー・シングス 未知の世界 シーズン4（2022年）[129]
- 映画 ウォンカとチョコレート工場のはじまり（2023年12月8日公開） - ミス・ボンボン 役（⁡スラグワースの秘書）[130]

### 舞台
- オールナイトニッポン55周年記念公演「あの夜を覚えてる」（2022年3月20日・27日、オンライン劇場「ZA」） - 主演・植村杏奈 役（千葉雄大とのW主演）[131]
- 日生劇場ファミリーフェスティヴァル2022 NHKみんなのうたミュージカル『リトル・ゾンビガール』（2022年8月20日 - 28日、日生劇場ほか） - 主演・ノノ 役（熊谷彩春とのWキャスト）[51][52]
- あの夜であえたら（2023年10月14日・15日、東京国際フォーラム ホールA / オンライン劇場「ZA」） - 主演・植村杏奈 役（千葉雄大とのW主演）[132]

### ゲーム
- ストリートファイター6（2023年6月2日、カプコン） - 解説 役[133]

### MV
- Little Glee Monster「人生は一度きり」（2015年7月15日） - 出演した代々木ゼミナールのCM「わたしが主役!」編で使用された楽曲[134]。
- Little Glee Monster「いつかこの涙が」（2017年12月21日） - 応援マネジャーを務める第96回全国高校サッカー選手権大会の応援歌[135]。
- 折坂悠太「湯気ひとすじ」（2019年2月1日） - ノーリツCM「家族の真ん中に」篇とのコラボ[136]。
- まふまふ「それは恋の終わり」（2019年9月18日）[137]

### ラジオ
- 髙橋ひかるのGIRLS LOCKS!（2018年4月23日 - 2020年3月26日、TOKYO FM・JFN） - 『SCHOOL OF LOCK!』内コーナー、4週目担当[79][138]。
- 髙橋ひかる Highway Runway（2020年10月1日 - 、JFN） - パーソナリティー[89]
- 髙橋ひかるのオールナイトニッポン0（2020年12月20日〈19日深夜〉・2022年2月20日〈19日深夜〉、ニッポン放送） - パーソナリティー[139][140]
- 一建設 presents おうちのはなし（2021年4月3日 - 、TOKYO FM） - 主演・籠宮ユリカ 役[141]
- 髙橋ひかるのオールナイトニッポンX（2021年5月15日〈14日深夜〉、ニッポン放送） - パーソナリティー[142]
- パンサー向井の＃ふらっと（2022年3月29日 - 2024年3月28日、TBSラジオ） - 木曜パートナー[143]

### ファッションショー
- 東京ガールズコレクション
  - 第26回東京ガールズコレクション 2018 SPRING / SUMMER（2018年3月31日、横浜アリーナ）[23]
  - 第37回 マイナビ 東京ガールズコレクション 2023 AUTUMN／WINTER（2023年9月2日、さいたまスーパーアリーナ）[144]
- GirlsAward
  - 2018 SPRING / SUMMER（2018年5月19日、幕張メッセ）[145]
  - 2018 AUTUMN / WINTER（2018年9月19日、幕張メッセ）[27]
  - Rakuten GirlsAward 2023 AUTUMN/WINTER（2023年9月30日、幕張メッセ）[146]
- ミュゼプラチナム Presents SAPPORO COLLECTION 2023 AUTUMN／WINTER（2023年11月4日、北海きたえーる）[147]

出演見合わせ
- 第30回 マイナビ 東京ガールズコレクション 2020 SPRING / SUMMER（2020年2月29日、国立代々木競技場第一体育館） - 新型コロナウイルスの感染拡大防止のため無観客での開催となる[148]。高橋は開催の直前に出演見合わせを発表[149]。

### CM
- 日本生活協同組合連合会（COOP）[150]
  - 「気づいたこと」篇 /「おばあちゃん家」篇（2015年2月 - ）[151]
  - 「おばあちゃんが来る」篇（2015年10月5日 - 18日）[152]
- 代々木ゼミナール 「わたしが主役!」篇（2015年2月 - ）[153]
- 大鵬薬品工業「チオビタ・ドリンク」（2015年6月 - ）[154]
  - 「家族のためのチオビタ・母」夏篇（2015年6月1日 - ）[155]
  - 「家族のためのチオビタ・父」夏篇（2015年6月2日 - ）[155]
  - 「家族のためのチオビタ・父・母」夏篇（2015年6月5日 - ）[155]
  - 「家族のためのチオビタ」通年篇（2015年10月1日 - ）[156]
  - 「チオビタと素顔」みんな一緒篇（2017年6月2日 - ）[157][158]
  - 「チオビタと素顔」仲直り篇（2017年6月24日 - ）[157][158]
- ワンダープラネット「クラッシュフィーバー」
  - 「渡り廊下の期待感」篇 /「帰り道の期待感」篇 （2016年8月〈全国展開は8月27日〉 - ）[159]
- ノーリツ
  - 「この曲なんだっけ」篇（2017年4月4日 - ）[160][161]
  - 「家族の真ん中に」篇（2019年1月28日 - ）[162][136]
- ブルボン「ルマンドアイス」
  - 「登場」篇（2018年2月 - ）[163]
- ジェイテクト
  - 「大丈夫?」篇 （2018年4月 - ）[164][165]
- JTB JTBついてる!Hawaiiキャンペーン（2019年1月25日 - ）[166]
- ミロク情報サービス（2019年4月27日 - ）[167]
- 三井住友カード
  - 「Vポイントの歌 いつものお店」篇（2021年3月30日 - ）[168][169]
  - 「Vポイントの歌 コンビニ5%」篇[170]
  - 「Vポイントでお買物」篇[171]
  - 「Visaで使えるVポイントって知ってますか」篇[172]
- 近江米振興協会 近江米「環境こだわり米 」（2021年12月 - ）
- 日清食品「チキンラーメン」『0秒チキンラーメン チキンかじり虫』篇（2022年4月4日 - ）[173]
- BASE「キレながら褒めるシソンヌとベイスさん 激安プラン登場」篇（2022年6月1日 - ） - 香取慎吾、シソンヌと共演[174]
- Thinkings 採用管理システム「sonar ATS」（2022年10月11日 - 2022年12月31日）[175][176]
- Meta「Meta Quest 2」（2022年11月7日 - ） - 松下洸平、山之内すずと共演[177][178]
- NTTドコモ
  - ドコモ青春割「若者の本音唄」篇（2022年12月1日 - ） - ムロツヨシと共演[179]
  - home 5G（2023年8月14日 - ）[180][181]
- DMM TV（2022年12月16日 - ） - 春日俊彰（オードリー）、雨宮天と共演[182]
- 日本赤十字社 はたちの献血「元気のシェア」篇（2023年1月1日 - 2月28日）[183][184]
- 経済産業省 資源エネルギー庁 「大切なエネルギーだから」編（2023年3月22日 - ）[185]
- JAグループ「国産DAY」キャンペーン（2023年7月21日 - ）[186][187]
- プロトコーポレーション「グーネット」
  - 「グーネットのうた 掲載台数最大級」篇（2023年8月17日 - ） - 博多華丸・大吉と共演[188]
- クロノス
  - 「やさしいsong」篇（2023年10月19日 - ）[189]
  - 「ダブルクロノス」篇（2024年10月17日 - ）[190]
- 総務省 第50回衆議院議員総選挙「日本の、あしたを想う。その気持ちを、一票に。」（2024年10月15日 - ） - 大沢たかおと共演[191][192]

### 広告
- JTB（2018年7月 - ） - イメージキャラクター、WEB PR大使[193][194]
- 柳屋本店（2021年3月 - ） - イメージキャラクター[195]
- 森永乳業 ピノ “ピノゲー”キャンペーン（2022年） - 公式アンバサダー（「新・高橋名人」として高橋名人と共演）[196]

## 書籍

### 雑誌連載
- Ray（2019年1月号 - 、主婦の友社） - 専属モデル[31]
- Myojo（2014年11月号 - 2017年10月号、集英社） - 連載
- Oggi（2025年4月号 - ） - 専属モデル[197]

### デジタル写真集
- 「ファンコレ」（ローソンのフォトプリントサービス）[198]
- 『国民的美少女2014 -la beaute- (Part1・Part2)』

### 写真集
- WATERFALL（2020年3月27日、東京ニュース通信社、撮影：神藤剛）ISBN 978-4-86336-988-7[43][44]
- Adorable（2022年10月7日、集英社、撮影：柴田フミコ）ISBN 978-4-08790-088-0[199]

### カレンダー
- 髙橋ひかる 2016年 カレンダー（2015年11月、ハゴロモ）[200]
- 髙橋ひかる 2017年 カレンダー（2016年11月、ハゴロモ）[201]
- 髙橋ひかる 2018年 カレンダー（2017年11月、ハゴロモ）[202]
- 髙橋ひかる 2019年 カレンダー（2018年9月、ハゴロモ）[203]
- 髙橋ひかる 2020年 カレンダー（2019年10月、ハゴロモ）[204]
- 髙橋ひかる 2021年 カレンダー（2020年10月、ハゴロモ）[205]
- 髙橋ひかる 2022年 カレンダー（2021年12月、ハゴロモ）[206][207]

## 受賞歴
2014年
- 第14回全日本国民的美少女コンテスト グランプリ

2017年
- 第2回黒髪美人大賞

2019年
- 第17回クラリーノ美脚大賞2019 ティーン部門

2025年
- E－LINE・ビューティフル大賞